# ماربود
ماربود (توفي عام 37 م)، كان ملك الماركومانيين. في روايته أنا، كلاوديوس فسّر روبرت غريفس اسم 'Marbod' على أنه يعني «هو الذي يسير في قرع البحيرة» ("he-who-walks-on-the-bottom-of-the-lake"). وإذا كان تفسير غريفس صحيحا فذلك يوحي بأن ماربود كان يدين لآلهة بحيرة جرمانية مثل نيرتوس. نظم ماربود المنظمة إتحادا من عدة قبائل الجرمانية حوالي سنة 9 قبل الميلاد للتعامل مع التهديد التوسعي الروماني إلى حوض الراين-الدانوب. شكل الماركومانيون اتحادا مع القبائل الجرمانية المجاورة الموجودة فيما يعرف اليوم بسيليزيا وساكسونيا. وهو أول حاكم تاريخي للمنطقة التي عرفت فيما بعد باسم بوهيميا.
حال التنافس بينه وبين أرمينيوس الزعيم الشيراسكي زعيم الذي ألحق هزيمة مدمرة بالرومان في معركة غابة تويتوبورغر بقيادة فاروس في عام 9 (عدد) م دون القيام بهجوم مركز على الأراضي الرومانية عبر الراين في الشمال (عن طريق أرمينيوس) وفي حوض الدانوب في الجنوب (من قبل ماربود).
ومع ذلك، ووفقا لمؤرخ القرن الأول بعد الميلاد ماركوس فيليوس باتركولوس أرسل أرمينيوس رأس فاروس إلى ماربود.
في عام 17، وبعد أن أجبر أرمينيوس الرومان على التخلي عن فكرة الاستيلاء على شمال ألمانيا، اندلعت الحرب بين أرمينيوس وماربود، وانسحب ماربود إلى المنطقة التي تعرف الآن باسم بوهيميا.

## الانهيار
أدى الصراع ضد أرمينيوس ومعارضة نبلاء القبائل إلى انهيار الاتحاد القبلي والإطاحة بماربود في عام 19 من قبل القوطي كاتوالدا. ولكن ماربود فر إلى الرومان واستقر في مدينة رافينا، حيث مات بعد 18 عاما.